# Trapezia punctimanus
Trapezia punctimanus is een krabbensoort uit de familie van de Trapeziidae. De wetenschappelijke naam van de soort is voor het eerst geldig gepubliceerd in 1984 door Odinetz.